# Lycosa coelestis
Lycosa coelestis là một loài nhện trong họ Lycosidae.
Loài này thuộc chi Lycosa. Lycosa coelestis được Ludwig Carl Christian Koch miêu tả năm 1878.